# بيرل فاولر
بيرل فاولر (بالإنجليزية: Pearl Fuller)‏ هو مدير فني أمريكي، ولد في 1881، وتوفي في 27 سبتمبر 1908 في فيرجينيا في الولايات المتحدة.